# Zenma
Zenma (善魔, lit. Bom Demônio) é um filme de drama japonês de 1951 dirigido por Keisuke Kinoshita, baseado em um romance de Kunio Kishida. É o filme de estreia do ator Rentarō Mikuni (nascido Masao Sato), que adotou o nome de seu personagem como nome artístico.

## Sinopse
Nakanuma, um editor do jornal, envia seu repórter Rentarō para fazer uma entrevista exclusiva com Itsuko Kitaura, esposa de um político que o deixou e desapareceu. Nakanuma estava apaixonado por Itsuko quando era estudante, mas não a pediu em casamento devido à sua péssima situação financeira. Ele agora tem uma amante, Suzue, que ele não trata bem.
Rentarō consegue encontrar Itsuko, que estava escondida na casa de uma amiga, e a convence a participar da entrevista. Itsuko admite que se casou com o marido para ganhar status social, mas que piorou seu casamento devido aos seus esquemas corruptos. Durante sua pesquisa, o repórter se apaixona pela irmã mais nova e com tuberculose de Itsuko, Mikako, e jura se casar com ela, apesar de seu estado. Rentarō, um homem de bom coração, mas com tendência a explosões de raiva, ataca verbalmente o marido de Itsuko, o político, durante o reencontro do casal.
Enquanto Nakanuma e Rentarō se preparam para encontrar Itsuko e Mikako, Suzue percebe que Nakanuma nunca a amará de verdade, decidindo, assim, sair do apartamento em que moravam.
Momentos antes de Nakanuma e Rentarō chegarem à casa de Mikako e de seu pai, a jovem morre. Rentarō, arrasado pela morte de Mikako, repreende Nakanuma por seu comportamento indiferente em relação a Suzue, chocando e enfurecendo Itsuko. O pai de Mikako, um ex-monge budista, realiza uma cerimônia de casamento entre sua falecida filha e Rentarō. Nakanuma vai embora depois que Itsuko declara que muita coisa aconteceu para ela namorar com ele, esclarecendo que poderão apenas ter uma amizade.

## Elenco
- Rentarō Mikuni como Rentarō Mikuni[2]
- Masayuki Mori como Yoshiko Nakanuma[2]
- Chikage Awashima como Itsuko Kitaura[2]
- Yōko Katsuragi como Mikako Toba[2]
- Chishū Ryū como Ryōen Toba[2]
- Toshiko Kobayashi como Suzue[1]
- Ryūji Kita como advogado de Kitaura[1]